# モリエ＝エ＝マー
モリエ＝エ＝マー （Moliets-et-Maa、ガスコーニュ語:Moliets e Mar）は、フランス、ヌーヴェル＝アキテーヌ地域圏、ランド県のコミューン。

## 地理
コート・ダルジャンに面したランドの森の中にあるこのコミューンは、県道652号線沿いにあり、ミミザンとバイヨンヌとの中間にある。ゴルフと海水浴場、クーラン・デュシェ河口、海の別荘で有名である。

## 歴史
1790年から1794年の間に、モリエとマーの2つの自治体が合併して誕生した。

## 人口統計
| 1962年 | 1968年 | 1975年 | 1982年 | 1990年 | 1999年 | 2006年 | 2011年 |
| ------ | ------ | ------ | ------ | ------ | ------ | ------ | ------ |
| 321    | 315    | 328    | 347    | 420    | 609    | 815    | 1024   |

参照元:1999年までEHESS、2004年以降INSEE